# Zygometis lactea
Zygometis lactea är en spindelart som först beskrevs av Ludwig Carl Christian Koch 1876.  Zygometis lactea ingår i släktet Zygometis och familjen krabbspindlar. Inga underarter finns listade i Catalogue of Life.